# Người đàn ông mang mặt nạ sắt
Người đàn ông mang mặt nạ sắt (tiếng Pháp: L'Homme au Masque de Fer; khoảng 1640 - 19 tháng 11 năm 1703) là một tù nhân chính trị chưa được xác định danh tính bị bắt năm 1669 hoặc 1670 và sau đó bị giam trong một số nhà tù của Pháp, bao gồm pháo đài Bastille và pháo đài Pignerol (ngày nay là Pinerolo, Ý). Ông bị giam giữ trong nhà tù Bénigne Dauvergne de Saint-Mars trong thời gian 34 năm. Ông qua đời vào ngày 19 tháng 11 năm 1703 dưới cái tên "Marchioly", dưới thời trị vì của Louis XIV của Pháp (1643–1715). Vì không ai nhìn thấy khuôn mặt của người này bởi vì nó bị chiếc mặt nạ vải nhung đen che kín, danh tính thực sự của tù nhân này vẫn là một bí ẩn; nó đã được các nhà sử học tranh cãi rộng rãi, và nhiều giả thuyết khác nhau đã được giải thích trong rất nhiều sách và phim.
Trong số những giả thuyết hàng đầu là những đề xuất của nhà văn và triết gia Voltaire: ông tuyên bố trong ấn bản thứ hai của cuốn sách Questions sur l'Encyclopédie (1771) rằng tù nhân mang một chiếc mặt nạ làm bằng sắt thay vì vải, và rằng ông là người anh bất hợp pháp của Louis XIV. Những gì ít được biết về người đàn ông lịch sử mang mặt nạ sắt chủ yếu dựa trên sự tương ứng giữa Saint-Mars và cấp trên của ông ở Paris. Nghiên cứu gần đây cho thấy tên của ông có thể là "Eustache Dauger", một người đàn ông đã tham gia vào một số vụ bê bối chính trị cuối thế kỷ 17, nhưng khẳng định này vẫn chưa được chứng minh hoàn toàn.